# 러시아의 우크라이나 침공 중 공개출처정보

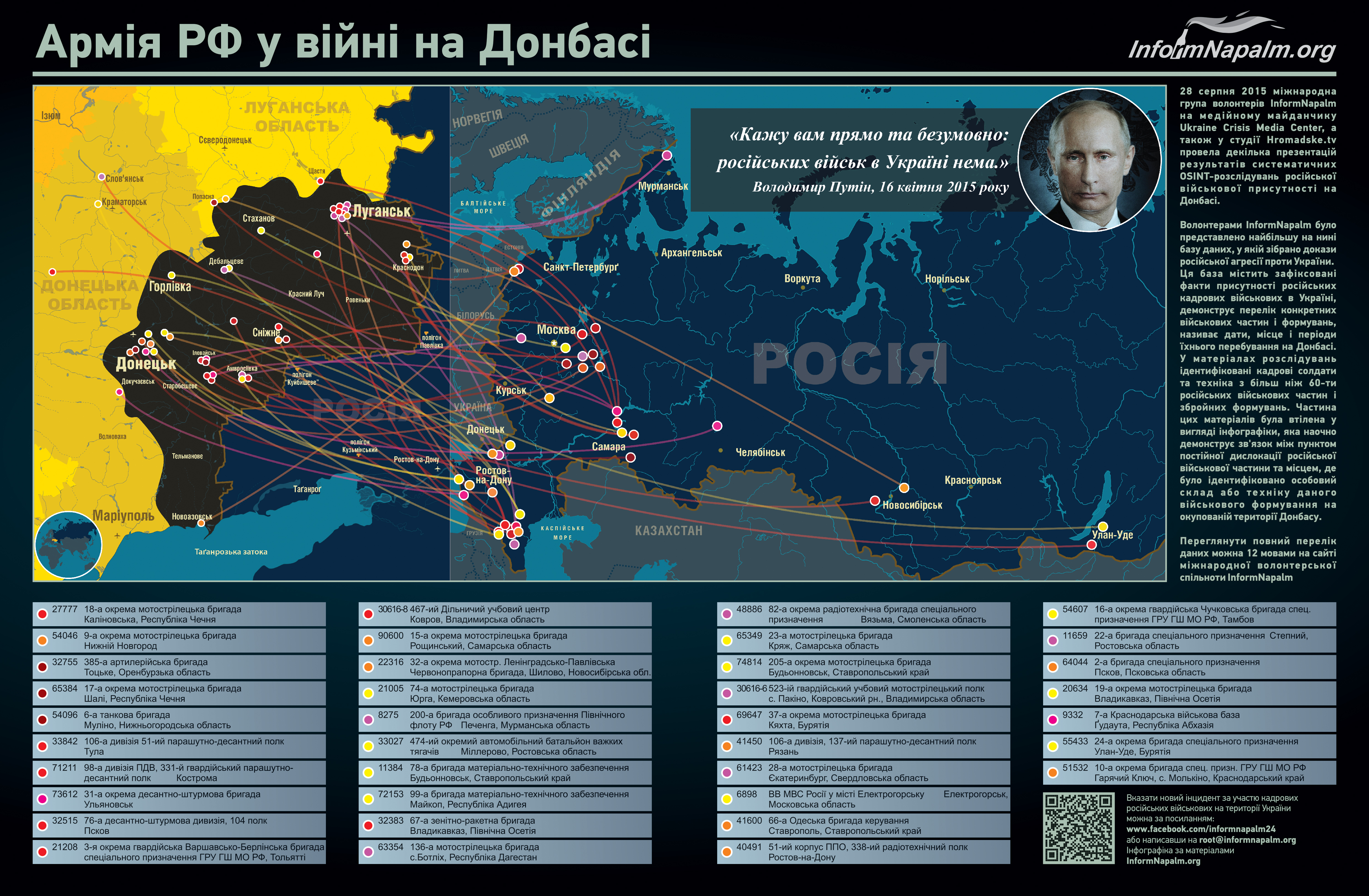
OSINT-Informnapalm 그룹의 러시아 소셜 네트워크 인텔리전스가 설립한 러시아 침공 부대

2022년 러시아의 우크라이나 침공에 대응하는 오픈소스 인텔리전스(OSINT)의 역할이 언론에서 다뤄지고 있다.

## 배경
오픈 소스 인텔리전스 (줄여서 '오신트'라고도 함)는 공개적으로 사용 가능한 정보 소스를 기반으로 인텔리전스를 수집하고 분석하는 것이다.

## 2022년 침공
침공이 시작되기 직전인 2월 24일 이른 시간 몬트레이의 Middlebury Institute of International Studies 소속 오신트 연구원들은 구글 지도를 이용하여 우크라이나 국경으로 이어지는 러시아 도로의 상당한 규모의 교통 체증을 추적했다. 제프리 루이스는 이후 트위터에 "누군가 이동 중"이라고 트윗했다. 1시간 후, 러시아군이 침공을 시작했다.
네덜란드 기반의 탐사보도팀인 Bellingcat은 파괴된 민간 목표물에 대한 대화형 지도를 게시하고 전쟁 범죄에 대한 잠재적 증거를 입증하기 위해 노력했다.

## 같이 보기
- 200rf.com